# Communauté de communes CAPAVENIR
Die Communauté de communes CAPAVENIR war ein kommunaler Zusammenschluss von acht Gemeinden nördlich von Épinal im Département Vosges in Lothringen.
Der Kommunalverband hatte 13.486 Einwohner (1. Januar 2007) auf 69,71 km², was einer Bevölkerungsdichte von 193 Einwohnern/km² entsprach. Sitz des Verbandes war die Stadt Thaon-les-Vosges.
Der Name CAPAVENIR ist ein Wortspiel aus CAP, das für Commission Administrative Paritaire (Gemeinsamer Verwaltungsausschuss) und avenir (französisch: Zukunft) steht.
Die Lage der Mitgliedsgemeinden ließ sich in zwei Bereiche gliedern: Chavelot, Girmont, Nomexy und Thaon-les-Vosges an der Mosel; Frizon, Gigney, Mazeley und Oncourt am Avière, einem Mosel-Nebenfluss, oder in dessen Einzugsbereich. Die Gemeinden an der Mosel sind zum Teil überregional bedeutende Industriestandorte, die kleinen Gemeinden im Westen haben einen sehr ursprünglichen, dörflichen Charakter.
Der Gemeindeverband wurde am 31. Dezember 2004 gegründet, um die materiellen Ressourcen der in ihrer Struktur recht unterschiedlichen Gemeinden zu bündeln und die wirtschaftliche Entwicklung zu koordinieren.
Zum Aufgabengebiet des Kommunalverbandes zählte die Regionalplanung, was die gemeindeübergreifende Wirtschaftsentwicklung und Raumordnung einschloss. Die Communauté de communes CAPAVENIR hatte sich darüber hinaus zum Ziel gesetzt, auf dem Gebiet des Umweltschutzes eng zusammenzuarbeiten und die Freizeit- und Tourismusprojekte zu koordinieren (Radwegenetz, Spielplätze, Mediathek).
Am 1. Januar 2012 ging die Communauté de communes CAPAVENIR im neuen Kommunalverband Agglomération d’Épinal auf.
Der Name lebte weiter in der am 1. Januar 2016 aus den bisherigen Gemeinden Girmont, Oncourt und Thaon-les-Vosges gebildeten Stadt Capavenir Vosges, die zum 30. Dezember 2021 aber in Thaon-les-Vosges umbenannt wurde.

## Ehemalige Mitgliedsgemeinden

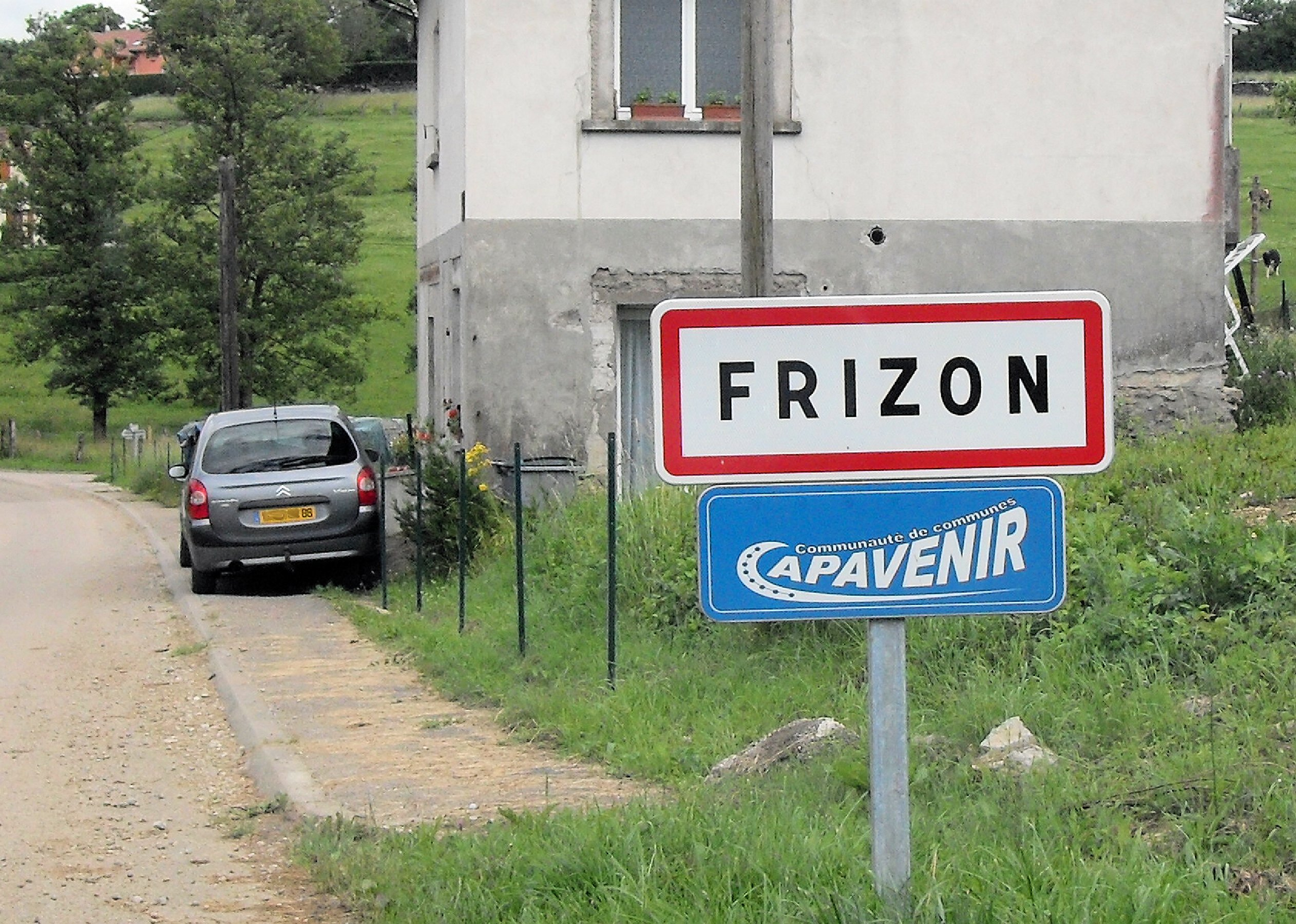
Das blaue Logo des Gemeindeverbandes fand sich an den Ortseingangsschildern aller Mitgliedsgemeinden

- Chavelot
- Frizon
- Gigney
- Girmont
- Mazeley
- Nomexy
- Oncourt
- Thaon-les-Vosges